# Delano (Kalifornija)
Delano je grad u američkoj saveznoj državi Kaliforniji. Prema popisu stanovništva iz 2010. u njemu je živjelo 53.041 stanovnika.

## Zemljopis
Nalazi se u dolini San Joaquinu (San Joaquin Valley).

## Uprava
Nalazi se u okrugu Kernu. Pripada 14. okrugu Kalifornijskog državnog Senata. Današnji senator je iz redova Kalifornijske republikanske stranke, podružnice američke Republikanske stranke, Andy Vidak, hrvatskog podrijetla.

## Stanovništvo
U Delanu su od europskih doseljenika istaknuti Hrvati i Talijani.

## Gospodarstvo
Kraj je poznat po vinogradarstvu. Poznate obitelji čije tvrtke opskrbljavaju svojim proizvodima SAD su Giumarra, di Giorgio, Caratan, Zaninović, Pandol, Carić, Jaković, Radović, Božanić, Buska, Sousa, Kovačević, Bidart, Sandrini, Pavić i drugi.
Najveći gospodarski subjekti u Delanu su Delanski regionalni medicinski centar, Benjamin Picar Farm Labor Contractor i Pandol & Sons (u vlasništvu hrvatske iseljeničke obitelji Pandola). U povijesti su se isticale i Sunview Vineyards (sjedište u Delanu) i Vincent B Zaninovich & Sons (VBZ Grapes, sjedište u Richgroveu) te Jasmine Vineyards obitelji Zaninović, Giummarra Farms obitelji Giumarra (sjedište u Bakersfieldu) odnosno Giumarra Vineyards poznate vinske marke GrapeKing te Giumarra Fruit Company, The Columbine Vineyards (odnosno M Caratan Inc.) obitelji Caratan. Obitelj di Giorgio imala je razne voćarske tvrtke, a nakon raznih kupoprodaja, spajanja i razdvajanja, od svih njih ostala je White Rose Food.

## Poznate osobe
- Ivo Zaninović Gornji, hrv. pomorski inženjer
- Martin John Zaninovich, vinogradar, vinogradarski dužnosnik (Jasmine Vineyards)
- Joseph Di Giorgio, "kralj voća"[2]